# Akira Kubo
Akira Kubo (久保明?)  es un actor japonés nacido el 1 de diciembre de 1936 en Tokio.  

## Carrera
Es conocido por sus apariciones en múltiples películas del género Kaiju. Ha aparecido en 75 películas desde 1952. Protagonizó la película Arashi, que participó en el 7º Festival Internacional de Cine de Berlín.

## Filmografía seleccionada
| Año  | Título                                             | Personaje                     |
| ---- | -------------------------------------------------- | ----------------------------- |
| 1956 | Arashi                                             | Saburo Mizusawa               |
| 1957 | Yukiguni                                           |                               |
| 1957 | Trono de sangre                                    | Miki Yoshiteru                |
| 1958 | Tōkyō no kyūjitsu                                  |                               |
| 1959 | Sensuikan I-57 kofuku sezu                         |                               |
| 1960 | Hawai Midway daikaikusen: Taiheiyo no arashi       |                               |
| 1962 | Chushingura: Hana no Maki, Yuki no Maki            | Lord Date                     |
| 1962 | Gorath                                             | Cadete Astronaut Tatsuo Kanai |
| 1963 | Matango                                            | profesor Kenji Murai          |
| 1965 | Kaijū Daisensō                                     |                               |
| 1967 | Kaijū-tō no Kessen Gojira no Musuko                |                               |
| 1968 | Kaijū Sōshingeki                                   |                               |
| 1968 | Kill!                                              | Monnosuke Takei               |
| 1970 | Gezora, Ganime, Kamēba: Kessen! Nankai no Daikaijū |                               |
| 1995 | Gamera: Daikaijū Kūchū Kessen                      | Capitán del Kairyumaru        |
| 2010 | Nankin no shinjitsu                                | Heitarō Kimura                |